# Pasiphila melochlora
Pasiphila melochlora är en fjärilsart som först beskrevs av Edward Meyrick 1911b.  Pasiphila melochlora ingår i släktet Pasiphila och familjen mätare. Inga underarter finns listade i Catalogue of Life.